# ZAR (バンド)
ZAR (ツァー)は、ドイツ出身のハードロック・バンドである。

## バンド名
「皇帝」という意味のロシア語「ツァーリ、ツァー」 (Tsar、Czar、Csar、Tzar) をドイツ語表記「Zar」にしたもの。読みは「ツァー」。リーダーでギタリストのトミー・クラウス（Tommy Clauss）を中心とするバンドである。

## ジョン・ロートンとの関係
初代シンガーはルシファーズ・フレンド～ユーライア・ヒープのジョン・ロートン（John Lawton）。高音の歌声で、ディープ・パープル～レインボーのリッチー・ブラックモアが起用を打診したこともある。トミー・クラウスが以前に率いていたバンド、REBELでもシンガーを務めており、イギリス人ながらドイツのロック界と関係が深い人物である。イギリスとドイツの行き来が困難だったことから、1stアルバムの完成後程なく脱退しているが、3rdアルバムに1曲友情出演しており、その後も交流があるようだ。

## メンバー
- トミー・クラウス (Tommy Clauss) - ギター ※全作品に参加。4thアルバムではベースも兼任した。
- ジョン・ロートン (John Lawton) - ボーカル ※1990年発表の1stアルバム全曲、及び1993年発表の3rdアルバムのうち1曲に参加（Thommy Blochとのデュエット）。
- Thommy Bloch - ボーカル ※2ndから4thアルバムまで参加。
- Andre Sauber - ボーカル ※5thアルバムから加入。
- Jerry Schaefer - キーボード ※1stから4thアルバムまで参加。4thアルバムではドラムスも兼任。
- Bernd Grunen - ベース ※2ndアルバム参加。
- Wolf Urban - ベース ※3rdアルバムのみ参加。
- Peter Kumpf - ドラムス ※1st、2ndアルバムに参加。
- Marcel Asch - ドラムス ※3rdアルバムのみ参加。
- Lars Nippa - ドラムス ※5thアルバムから加入。

## ディスコグラフィ

### アルバム
- 『リヴ・ユア・ライフ・フォエヴァー』 - Live Your Life Forever (1990年)
- 『ソーテッド・アウト』 - Sorted Out (1991年)
- 『フロム・ウェルカム…トゥ・グッドバイ』 - From Welcome... To Goodbye (1993年)
- 『ホーリー・リズム・オブ・ネイチャー』 - The Holy Rhythm Of Nature (1995年)
- Hard To The Beat (2003年)
- Don`t Wait For Heroes (2016年)